# Rue Couverte
La rue Couverte est voie piétonne du quartier des pentes de la Croix-Rousse dans le 1er arrondissement de Lyon, en France.

## Situation et accès
La rue débute rue de la Vieille, et se termine quai Saint-Vincent par l'arche d'une maison.
La première attestation de cette rue date de 1680.